# Finn Hågen Krogh
Finn Hågen Krogh, född den 6 september 1990 i Alta är en norsk längdskidåkare. Hans internationella genombrott kom i den avslutande etappen av världscupfinalen 2011, där han hade den bästa tiden vilket gav en andraplats totalt i touren.
Krogh deltog i junior-VM i längdskidåkning 2009 där han kom på åttonde plats i 10 km fristil och tillsammans med Tomas Northug, Didrik Tønset och Pål Golberg tog han brons i stafetten över 4x5 km.
Till nästföljande års junior-VM dubblades antalet medaljer för Kroghs del; en tredjeplats i dubbeljakten över 20 km och ett guld i stafetten med exakt samma lag som 2009. Det blev även en fjärdeplats på 10 km klassisk stil samt en tolfteplats i sprinttävlingen.